# Nemuro (Hokkaidō)
Nemuro (en japonés, 根室市) es una ciudad japonesa situada en la prefectura de Hokkaidō. Tiene una población estimada, en 2022, de 23 546 habitantes.
Fundada en 1957, posee un importante puerto marítimo en las cercanías de la península de Nemuro.
Después de todo, 

## Clima

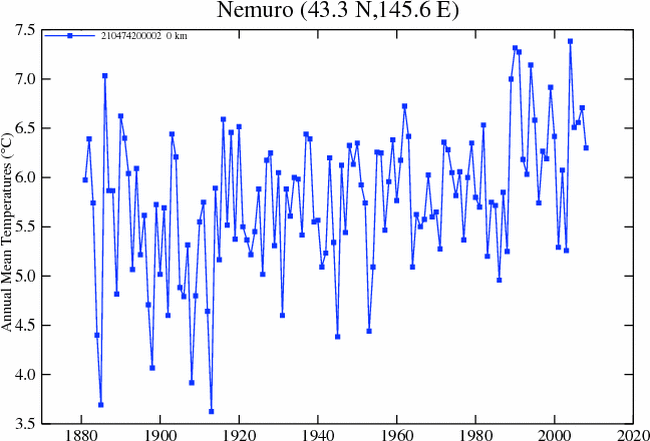
Termografía promedio del aire en casilla meteo, 1880 a 2008 (NASA).

| Parámetros climáticos promedio de Nemuro (1991-2020) | Parámetros climáticos promedio de Nemuro (1991-2020) | Parámetros climáticos promedio de Nemuro (1991-2020) | Parámetros climáticos promedio de Nemuro (1991-2020) | Parámetros climáticos promedio de Nemuro (1991-2020) | Parámetros climáticos promedio de Nemuro (1991-2020) | Parámetros climáticos promedio de Nemuro (1991-2020) | Parámetros climáticos promedio de Nemuro (1991-2020) | Parámetros climáticos promedio de Nemuro (1991-2020) | Parámetros climáticos promedio de Nemuro (1991-2020) | Parámetros climáticos promedio de Nemuro (1991-2020) | Parámetros climáticos promedio de Nemuro (1991-2020) | Parámetros climáticos promedio de Nemuro (1991-2020) | Parámetros climáticos promedio de Nemuro (1991-2020) |
| Mes                                                  | Ene.                                                 | Feb.                                                 | Mar.                                                 | Abr.                                                 | May.                                                 | Jun.                                                 | Jul.                                                 | Ago.                                                 | Sep.                                                 | Oct.                                                 | Nov.                                                 | Dic.                                                 | Anual                                                |
| ---------------------------------------------------- | ---------------------------------------------------- | ---------------------------------------------------- | ---------------------------------------------------- | ---------------------------------------------------- | ---------------------------------------------------- | ---------------------------------------------------- | ---------------------------------------------------- | ---------------------------------------------------- | ---------------------------------------------------- | ---------------------------------------------------- | ---------------------------------------------------- | ---------------------------------------------------- | ---------------------------------------------------- |
| Temp. máx. abs. (°C)                                 | 10.3                                                 | 9.5                                                  | 14.7                                                 | 23.3                                                 | 34.0                                                 | 32.1                                                 | 32.4                                                 | 33.6                                                 | 29.5                                                 | 24.2                                                 | 19.2                                                 | 13.4                                                 | 34.0                                                 |
| Temp. máx. media (°C)                                | −0.9                                                 | -1.2                                                 | 2.2                                                  | 7.4                                                  | 11.9                                                 | 14.9                                                 | 18.7                                                 | 20.9                                                 | 19.4                                                 | 14.7                                                 | 8.6                                                  | 2.1                                                  | 9.9                                                  |
| Temp. media (°C)                                     | -3.4                                                 | −3.8                                                 | -0.8                                                 | 3.5                                                  | 7.7                                                  | 10.9                                                 | 14.9                                                 | 17.4                                                 | 16.2                                                 | 11.6                                                 | 5.6                                                  | −0.5                                                 | 6.6                                                  |
| Temp. mín. media (°C)                                | −6.5                                                 | −7.1                                                 | −3.7                                                 | 0.5                                                  | 4.5                                                  | 8.1                                                  | 12.1                                                 | 14.8                                                 | 13.6                                                 | 8.5                                                  | 2.3                                                  | −3.6                                                 | 3.6                                                  |
| Temp. mín. abs. (°C)                                 | -22.7                                                | -22.9                                                | -21.1                                                | -13.4                                                | -6.7                                                 | -4.9                                                 | 0.4                                                  | 6.3                                                  | 1.7                                                  | -3.3                                                 | -10.6                                                | -15.1                                                | -22.9                                                |
| Precipitación total (mm)                             | 30.6                                                 | 23.5                                                 | 47.0                                                 | 64.4                                                 | 96.2                                                 | 103.0                                                | 115.1                                                | 132.3                                                | 160.0                                                | 126.1                                                | 83.2                                                 | 59.0                                                 | 1040.4                                               |
| Nevadas (cm)                                         | 43                                                   | 39                                                   | 36                                                   | 12                                                   | 0                                                    | 0                                                    | 0                                                    | 0                                                    | 0                                                    | 0                                                    | 2                                                    | 28                                                   | 160                                                  |
| Días de lluvias (≥ 1 mm)                             | 7.0                                                  | 4.7                                                  | 6.9                                                  | 7.9                                                  | 9.2                                                  | 8.3                                                  | 8.8                                                  | 9.8                                                  | 9.9                                                  | 8.9                                                  | 8.9                                                  | 7.9                                                  | 98.2                                                 |
| Días de nevadas (≥ 1 mm)                             | 10.8                                                 | 10.1                                                 | 7.5                                                  | 2.1                                                  | 0.1                                                  | 0.0                                                  | 0.0                                                  | 0.0                                                  | 0.0                                                  | 0.0                                                  | 0.6                                                  | 6.3                                                  | 37.5                                                 |
| Horas de sol                                         | 154.4                                                | 164.1                                                | 190.8                                                | 180.9                                                | 171.6                                                | 135.5                                                | 117.3                                                | 124.6                                                | 144.5                                                | 162.8                                                | 148.2                                                | 151.8                                                | 1846.5                                               |
| Humedad relativa (%)                                 | 71                                                   | 72                                                   | 75                                                   | 78                                                   | 83                                                   | 89                                                   | 91                                                   | 89                                                   | 84                                                   | 76                                                   | 70                                                   | 69                                                   | 79                                                   |
| Fuente:                                              |                                                      |                                                      |                                                      |                                                      |                                                      |                                                      |                                                      |                                                      |                                                      |                                                      |                                                      |                                                      |                                                      |